# Polski Związek Gier Sportowych
Polski Związek Gier Sportowych ( w skrócie PZGS) – związek powstał w 1928 roku w Warszawie, zastąpił on stowarzyszenie polskiego związku gier ruchowych (PZGR). Pierwszym prezesem został Tadeusz Chrapowicki, był w nim od 1928 do 1930. PZGS kierował rozwojem: Koszykówki, siatkówki, Szczypiorniaka, Hazeny i Rugby (sport). W latach 1932-1938 organizowali kursy instruktorskie, szkoleniowe i sędziowskie ze Związkiem Piłki Ręcznej w Polsce.Od 1936 działał pod nazwą Polski Związek Piłki Ręcznej. W 1945 został reaktywowany w Krakowie. Od 1949 istniał pod nazwą Polski Związek Koszykówki, Siatkówki i Szczypiorniaka. Od 1950 – w wyniku ogólnej reformy sportu i likwidacji związków sportowych – działała Sekcja Koszykówki, Siatkówki i Szczypiorniaka Głównego Komitetu Kultury Fizycznej, z której w 1953 wyodrębniono 3 odrębne sekcje: koszykówki, siatkówki i piłki ręcznej. W 1957 utworzono samodzielne związki -Polski Związek Koszykówki, Polski Związek Piłki Siatkowej i Związek Piłki Ręcznej w Polsce.

## Członkowie zarządu
- Tadeusz Chrapowicki – pierwszy prezes (lata 1928–1930)
- Wiktor Kwast-kierownik związku w latach 1930–1933[2]
- Stanisław Poroszewski – wieloletni kierownik związku, opiekował się sekcją koszykówki[3]
- Helena Olszewska – wiceprezeska od 1929 do 1930, w późniejszych latach członkini zarządu[4]
- Jadwiga Miedzińska – kierowniczka referatu hazeny od 1929 do 1930, wiceprezeska zarządu od 1931[4]
- Wanda Prażmowska –Kierowniczka wydziału Gier i Dyscyplin[4]
- Felicja Tryburska – członkini zarządu od 1930[4]
- Stanisława Chrupczałowska – kierowniczka referatu hazeny w 1931 roku[4]
- Anna Pruszyńska – sekretarz związku w 1931[4]
- Jan Rosoński – kierownik referatu hazeny[4]

## Mistrzostwa Polski zorganizowane przez PZGS
- Od 1928 roku do 1935 roku – Mistrzostwa Polski w Hazenie[5]
- 1930 do 1935 – Mistrzostwa Polski w Piłce Ręcznej
- Od 1928 do 1935 - Mistrzostwa Polski w Koszykówce
- Od 1929 do 1935 – Mistrzostwa Polski w Siatkówce
- 1932-1936 Puchar Polskiego Związku Gier Sportowych (tzw. zimowe mistrzostwa Polski)

## Zespoły grające w hazeny z Polskiego Związku Gier Sportowych
- AZS Warszawa  [5][4]
- RKS Drukarz (hazena i piłka ręczna)
- Polonia Warszawa[4]
- HKS Łódź[4]
- WKS Legia[5]
- Warta Poznań[4]
- Legia Warszawa[4]
- KSS PIWF[5]
- KS Polonia (hazena i piłka ręczna)[5]
- RKS Skra (hazena i piłka ręczna)[5]
- Grażyna Warszawa[4]
- HKS Varsovia[5]
- KS Warszawianka[5]
- Cracovia Kraków[4]
- IKP Łódź[4]
- Ż. Akademickie Stowarzyszenie Sportowe[5]
- Makabi Warszawa[6]
- ŁKS Łódź  [4][5]

## Zespoły grające w koszykówkę z Polskiego Związku Gier Sportowych
- AZS Warszawa[7]
- Skra Warszawa[7]
- Makabi Warszawa[6]
- Varsovia Warszawa[7]
- Legia Warszawa[7]
- YMCA Łódz[7][8],
- Polonia Warszawa[9]
- HKS Łódź[7]

## Zespoły grające w piłkę ręczną z Polskiego Związku Gier Sportowych
- RKS Drukarz[5]
- SZS Fort Bema[5]
- AZS Warszawa[5]
- WKS Legia[5]
- RKS Marymont[5]
- KSS PIWF[5]
- KS Polonia[5]
- RKS Skra[5]
- RKS Ursus[5]
- HKS Varsovia  [5]
- KS Warszawianka  [5]
- RDS TUR Zieloni Zielonka[5]
- RKS Znicz Pruszków[5]

## Zespoły grające w siatkówkę z Polskiego Związku Gier Sportowych
- AZS Warszawa[6]
- Makabi Warszawa[6]
- YMCA Łódź
- AZS Wilno
- Sokół Macierz Lwów
- WKS Łódź
- Ognisko Wilno
- Ognisko Białystok
- Absolwenci Łódź
- Unia Lublin
- ŁKS Łódź
- Cracovia
- HKS Łódź
- YMCA Kraków

## Wydawnictwo Polskiego Związku Gier Sportowych
W 1934 roku wydano książkę pod znakiem własnego wydawnictwa Polskiego Związku Gier Sportowych pod tytułem „Szczypiorniak oficjalne przepisy i komentarze. Która była drugim wydaniem przepisów anulująca pierwsze przepisy piłki ręcznej z 1930 roku. Była to praca członków zarządu PZGS pp. Zięba i Z. Nowa.